# Királyi szkíták

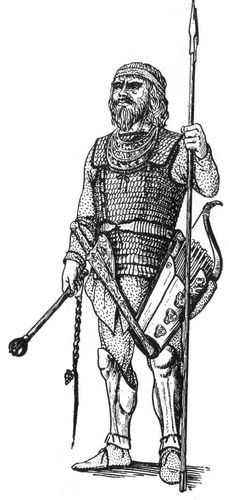
Szkíta király teljes fegyverzetben (i. e. 4. század)

A királyi szkíták (baszileioi szküthai: βασιλειοι σκυθαι, másként paralátok) a szkíták központi törzsének elnevezése Hérodotosznál. A görög szerző leírja lakóhelyüket, eredetmondájukat, istenségeiket, két tucatnyi főemberüket.
Ókori források (egy i. e. 8. század elején keletkezett urartui felirat, illetve asszír ékiratos táblák az i. e. 7. századból) a szkíta népek közül elsőként a királyi szkítákat, pontosabban szövetségük nevét említik. Szerepelnek az Ó- és az Újszövetség könyveiben is. (Bővebben: Szkíták a Bibliában.)
Más ókori szerzők nem különböztetik meg a királyi szkítákat az általában vett szkítáktól. Tekintettel azonban arra, hogy az ókori (és nyomukban a középkori) szerzők is gyakran minden korabeli lovasnomád népet szkítának neveztek, elterjedt a témával foglalkozó irodalomban az, hogy (indokolatlanul) különbséget tesznek a királyi szkíták és az általános értelemben vett szkíták között, illetve nem szkíta népeket tartanak általános értelemben vett szkítáknak, a tulajdonképpeni szkítákat pedig királyi szkítáknak nevezik. 

## Hérodotosz a királyi szkítákról
„Lipoxaistől származtak azok a scythák közől, kiket nemzetségre nézve Auchatáknak neveznek; a középső Arpoxaistól pedig kik Katiarok- és Traspiseknek hivatnak; végre a legifjabbiktól, a királytól, kik Paralátoknak neveztetnek.” – Hérodotosz, IV. könyv, 6. szakasz. Télfy János fordítása.
A paralatai név – paralocae (scythae) alakban – később felbukkan latin nyelvű forrásokban is. Például a Tabula Peutingeriana, valamint Abraham Ortelius térképein. A név itt a Kaukázuson túl, a mai Gjumri város környékén letelepedett szkíták csoportját jelöli.

### Lakóhelyük az i.e. 5. században
Előlap: görögöknek Dionüszosz, szkítáknak Borüszthenész, a bor istene. Hátlap: hatalmi jelvények: szekerce és íj

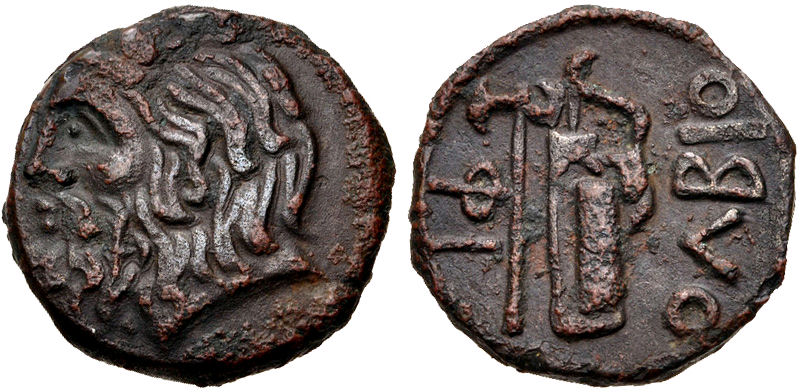
Bronz pénzérme (Olbia, i. e. 4–3. század)Előlap: görögöknek Dionüszosz, szkítáknak Borüszthenész, a bor istene. Hátlap: hatalmi jelvények: szekerce és íj

A királyi szkíták az i. e. 5. században a kelet-európai puszta nyugati felét birtokolták. Országuk nyugaton, a tenger mellékén, az Al-Dunáig (Isztrosz: Ιστρος) terjedt. Az Al-Duna jobb partján, illetve a Szeret (Hieraszosz: Ιερασος) folyótól nyugatra a géták területe kezdődött. A Szeret, a Prut (Porata: Πορατα) és a Dnyeszter (Türész: Τυρης) vidékét az agathürszök egy csoportja tartotta megszállva. A Dnyeszter torkolatvidéke ellenben a szkíták tulajdonában volt.
Hérodotosz szerint az Al-Duna mellékén, a bal parton madai (méd) telepesek is laktak, nevezetesen a szigünnák. Apollóniosz Rhodiosz pontosabban jelöli ki szállásterületüket: Laurion hatalmas puszta lapályán, vagyis a Havasalföldön tanyáztak, közel a Duna torkolatához. Sztrabón viszont nevezetteket (valamivel későbben) a Kaukázus vidékén lakó népek között sorolja fel. Hasonlóképpen Pszeudo-Orpheusz, aki az Akampszisz (Ακαμψις: Çoruh) folyó vidékén élő büzerai (βυζεραι) nép keleti szomszédjának mondja a szigünnákat.
A királyiak birodalma, ha nem számítjuk a tengermelléket, nyugaton a Déli-Bug (Hüpanisz: Υπανις) folyóig terjeszkedett. E folyóvíz mentén, a füves és az erdős puszta határánál volt egy szent hely – szkíta neve görögösen Exampaiosz (Εξαμπαιος) – ahol a puszta lakói Argimpasza (Αργιμπασα) – görög vázán Igdampaiész (Ιγδαμπαιης) – nevű istenségüket, az erényekben gazdag életpálya, az erkölcsi kiválóság, vagyis az Érdem megszemélyesítőjét tisztelték. A szkíta Exampaiosz értelmét Hérodotosz ekként adja vissza: „Szent utak”. Argimpasza személyét pedig a görög Aphrodité Urániával – többek között az emberi sors intézője – állítja párhuzamba.
Ugyanitt, azaz a Déli-Bug mellett, terjedelmes bronzedény állott. Hérodotosz megadja, alighanem jócskán eltúlozva, méreteit is: fala hat ujjnyi (kb. 11 centiméter) vastag, térfogata pedig hatszáz amforányi (kb. 11 800 liter). Ariantasz (Αριαντας), a szkíták egyik fejedelme – alattvalói számának megfelelően – nyílhegyekből öntette.
A Dnyeszter és a Dnyeper között, a tenger mellékén éltek a „szép lovú” görög–szkíták (kallipidai: καλλιπιδαι), a Dnyepermelléki-hátság füves pusztáin a vándorló pásztorok (alazonesz: αλαζονες), az erdős puszták folyóvölgyei mentén pedig – északon-északnyugaton az Erdővidékig (Poleszje) – a szántóvetők (arotéresz: αροτηρες). A zárt erdők övében, az Erdővidék mocsaras lapályán a neurok tanyáztak. Nevük alapján ítélve – nero (νερο) a görögben vizet, a feltételezett *nur a korai balti nyelvekben (Mańczak szerint) vizet, nedvességet jelent – indoeurópaiak, vélhetően balti-szlávok ősei lehettek.
Hérodotosz – egyik-másik szakember felismerte e hibát, és ki is igazította – a Déli-Bug és a Dnyeszter közötti vidéket tulajdonképpen kétszer írja le, mivel a folyókat nem megfelelően azonosította.
A helyreigazított leírás szerint a Déli-Bug és az Ingul (Pantikapész: Παντικαπης) között laktak a királyi szkíták földművesei (arotéresz; itt geórgoi: γεωργοι), keleten pedig, a földműveseken, illetve az Ingul folyón túl egészen a Dnyeperig (e helyen Gerrhosz: Γερρος), a vándorló pásztorok (alazonesz; itt nomadesz: νομαδες). Területüket az Ingulec (Hüpakürisz: Υπακυρις) osztja ketté. Északon, a Gyeszna és a Szejm összefolyásán túl, emberevőknek (androphagoi: ανδροφαγοι) címzett nép tanyázott, a neurok keleti, a melankhlainok nyugati szomszédai. Régészek a Szula folyó völgyében is keresik az emberevők lakóhelyét, jóllehet ott szkíták éltek.
A görög–szkíták és a vándorló pásztorok – állítja Hérodotosz – szkíta szokások szerint élnek, de gabonát stb. is vetnek, a szántóvetők pedig eladásra termelnek gabonát. A szkíta földművesek voltak, amint ezt más források is megerősítik, a görögök fő gabonaszállítói.
A szkíta nagyurak temetkezési helye, mondja Hérodotosz, a Gerrhosz nevű hely, ez pedig a kérdéses időben az Ingul, az Ingulec és a Tyaszmin forrásvidéke volt. Az i. e. 6–5. században itt állott a nép királyának, a nagyúrnak erősített szálláshelye. Az i. e. 5. század végén – ez már Hérodotosz Szkítaföldön tett látogatása után történt – a királyiak a Dnyeper zúgóinál, a mai Kamjanyka-Dnyiprovszka város környékén alapítottak új székhelyet. (Bővebben: Lakóhely.)
A tengermelléket a Dnyeper (Borüszthenész: Βορυσθενης) torkolatánál, a bal parton, a görögök Erdőségnek (Hülaié: Υλαιη) nevezték. A szkíták ellenben (a görögök hallása szerint) Abiké (Αβικη) névvel illették, vagyis egyik istenségüknek, Földanyácskának (Api: Απι) ajánlották. A Sztephanosz Büzantiosz által említett Abianosz (Αβιανος) folyócska is alighanem e vidéken keresendő.
A Hérodotosz által királyinak nevezett uradalom a Dnyeper és a Donyec (Hürgisz: Υργις) között elterülő füves pusztát foglalta magában. A királyi törzs – történetírónk szerint „a legvitézebb és legszámosabb szkíták, kik a többi szkítát szolgáiknak tartják” – birtokolta a Krím-félszigetet is, a Krími-hegység (Taurisz) kivételével, ahol a tauroi (ταυροι) nevű nép lakott. A Kercsi-félsziget keleti fele a görögök tulajdonában volt. Kelet felé a tengermelléken a királyi birtokok a Don (Tanaisz: Ταναις) torkolatáig terjedtek.
Észak-északkelet felé, a királyi szkítákon túl, a fekete köpenyeseknek címzett melankhlainok laktak, az emberevők keleti szomszédai. Régészek többek között a Donyec felső szakaszánál letelepedett szkíta népességgel is azonosítják őket, ám valószínűleg a Don mellékén, a mai Voronyezs táján volt székhelyük. Hérodotosz szerint ők nem szkíták – érthetjük így is: nem királyi szkíták –, de szkíta szokás szerint élnek. Történetírónk tudósítása szerint az Urál folyó (Lükosz: Λυκος) és a Donyec közötti pusztát a thüsszageták birtokolták. Ebből következtetve a fekete köpenyesek a szóban forgó nép egyik csoportját képviselhették.
A királyi szkíták keleti szomszédai az említett fekete köpenyesek voltak, továbbá az iráni (madai, avagy méd) származású szauromaták. E népességet a Kaukázuson túli portyázásból visszatérő szkíta derékhad ragadta magával, s telepítette le a Don alsó szakaszánál, a bal parton. A vezérlő szkíta törzs, a szirákok (szirakoi: σιρακοι) – nyilván az elő-ázsiai vállalkozás szervezői – a Kubány (Hüpanisz: Υπανις) és mellékfolyóinak völgyében telepedett le. Szkíták uralta népesség lehetett még az Azovi-tenger (Maiétisz: Μαιητις) öblénél, illetve a Manyics folyó síkságán élő ixibatai (ιξιβαται) stb. nevű csoport is. Szauromaták nemzetségei laktak a Volga (Oarosz: Οαρος) mentén, a torkolattól a Nagy-Irgiz, illetve a Kis- és Nagy-Uzeny folyó vidékéig, s valószínűleg a Medvedica és a Hopjor torkolata táján is.
A királyi szkíták távolabbi szomszédai voltak északkeleten a budinok, illetve társaságukban a gyarmatvárosokból elűzött hellének (gelónok). Nevezettek a Volga mentén, alighanem a mai Penza környékén éltek. Régészek mindazonáltal Poltava tájékán (Bilszk) vélik felfedezni egykori, gerendákból stb. épített fővárosukat.
A Volgán túl, az Obscsij Szirt, illetve a Szamara és az Urál folyó mellékén lakott a thüsszageták névadó csoportja, s társaságukban a királyi szkítáktól elpártolt iürkák.
A Déli-Urál erdős vidékeit az uráli (nyugat-szibériai) argippaiok népesítették be, a hegység keleti oldalán pedig a közép-ázsiai szkíták csoportjába tartozó isszédok tanyáztak.

### Szkíta istenségek
Földanyácska: félig leány, félig kígyó

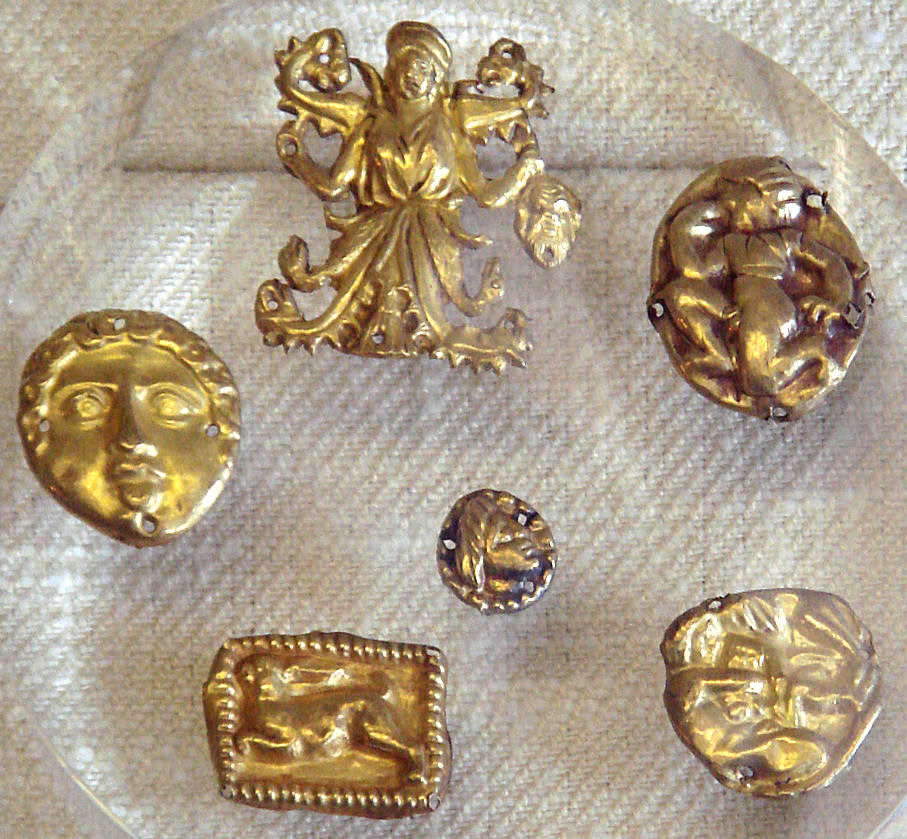
Szkíta varázsszerekFöldanyácska: félig leány, félig kígyó

A szkíta népek – hasonlóan az ókori nemzetek jó részéhez – természethívők voltak. (Lásd: Hitvilág) Hiedelmeik, mai felfogás szerint, inkább a babona szintjén mozogtak. Istenségnek tekintettek kézzelfogható dolgokat, de fogalmakat is, pl. Érdem. Istenségeik számát nyilván belátásuk szerint gyarapíthatták.
Hérodotosz ekképpen tudósít a legfőbb szkíta istenségekről (Télfy római megfelelőjükkel helyettesítette a görög isteneket):
„A legfontosabb életszereket tehát ilyen bőségben birják. A többi szokásaik pedig ilyenek: csupán ezen isteneket szokták engesztelni: Vestát kiváltképen, azután Jupitert és a Földet, hivén hogy a Föld Jupiternek a felesége. Ezek után Apollót, az égi Venust, Herculest és Marst, Mindezeket isteneknek tartják a scythák. A királyi scythák pedig Neptunnak is áldoznak. Scythául neveztetik Vesta Tabitinak. Jupiter az én véleményem szerint leghelyesebben hivatik Papäusnak; a Föld Apianak; Apollo Ötosyrnak; az égi Venus Artimpasanak; Neptun Thamimasádasnak. Szobrokat, oltárokat és templomokat nem szoktak nekik emelni, kivéve Marst; mert ennek szoktak”. – IV. könyv, 59. szakasz. Télfy János fordítása.
- Tabiti (Ταβιτί) a Tűz megszemélyesítője. Görög megfelelője Hesztia, Hisztié;
- Papaiosz (Παπαῖος) az Ég megszemélyesítője. Görög megfelelője Zeusz;
- Api (Ἀπί) a Föld megszemélyesítője. Görög megfelelője Gaia, Gé;
- Goitoszürosz (Γοιτόσυρος) a Nap megszemélyesítője. Görög megfelelője Apollón;
- Argimpasza (Ἀργίμπασα) az Érdem, az érdemdús élet – régiesen érdempálya[9] – megszemélyesítője. Görög megfelelője Aphrodité Uránia;
- Héraklész itt alighanem Targitaoszt helyettesíti, miként a szkíták eredetmondájának görög változatában is (lásd: A szkíták eredete a pontoszi görögök szerint);
- Targitaosz (Ταργιτάος) a Harag, háborúság megszemélyesítője. Görög megfelelője Arész;
- Thagimaszadasz (Θαγιμασάδας) a Tenger megszemélyesítője. Görög megfelelője Poszeidón.

Nőnemű istenség Tabiti, Api, valamint – görög párjával ellentétben – Thagimaszadasz. Utóbbi név – a szkíták nyelvén, Plinius szerint, Tenger anyja – lebetűzése Plinius munkájában Temarunda, Temerinda.
Bizonyára Api nevét viselte az Abiké nevű szent hely (görögöknek Hülaié) és az Abianosz folyócska a kelet-európai pusztán, valamint Abarisz, a Nap, azaz Goitoszürosz felkentje, továbbá az avarok népe, illetve Abiria (Szürasztrene: Saurashtra), a szakaurak egykori birtoka az Indiai-félszigeten.
Hímnemű istenség Papaiosz, Goitoszürosz – görög pályatársával ellentétben Argimpasza –, valamint Targitaosz. Az Érdem megszemélyesítőjét egy festett görög váza harci szekeret hajtó ifjúként ábrázolja, és Igdampaiész névvel illeti.
Alkalmasint Papaiosz nevét viselte egy alán főember, Babai.
Argimpasza egy uráli nép, az argippaiok szkíta névadója. Az Érdem pályájának szentelt hely neve – jelentése szkíta nyelven, Hérodotosz szerint, „Szent utak” – görögösen Exampaiosz, illetve Igdampaiész. A kangarok vezérlő törzse – VII. Kónsztantinosz írásművében Értém (Ἠρτἠμ) – valószínűleg e szkíta istenséget tekintette pártfogójának.
Targitaosz nevét több szkíta főember viselte: 1) eredetmondájuk szerint a királyi szkíták első nagyura; 2) Tirgatao Maiotisz (Τιργαταο Μαιοτις), az ixomatai nevű törzs fejedelmének leánya; 3) az avarok egy-egy hadura, Targitész (Ταργιτης). Szádeczky-Kardoss Samu szerint e név az avarok (és nyilván más szkíta népek) mindenkori hadurának címe lehetett. E szempontból nagyjában-egészében megfelel a magyar, pontosabban kavar Harka, Horka méltóságnak.
Lukianosz szerint a szkíták istenségként tisztelték az életadó szelet (lég, szél) és a halált jelképező kardot. Utóbbi Hérodotosz szerint a háborúság istenségének jelvénye.
A különböző szkíta népek az idők folyamán csaknem minden jelentősebb vallással kapcsolatba kerültek: buddhizmus, zoroasztrizmus, judaizmus, kereszténység, iszlám. A királyiak, helyzetük folytán, a kereszténység eszméjével ismerkedtek meg közelebbről. András apostol térítő munkája nyomán sokan Krisztus követői lettek. Az Újszövetség, illetve Pál levele a kolosszébeliekhez (3: 10–11.) a megtért népek példájaként, a barbár (idegen, illetve nem keresztény) ellentéteként említi őket. A szkíta keresztények egyik-másik jeles képviselője – például Dionysius Exiguus – munkásságával beírta nevét az egyetemes emberi műveltség történetébe is.

### A szkíták eredetmondája
A királyiak elbeszélése, illetve Hérodotosz szerint a szkíták az Ég és a Föld – e fogalmakat megszemélyesítő istenségek – gyermekei, közelebbről Targitaosz ősapa leszármazottai.
Hérodotosz e helyen az égi atyát, a teremtő istenséget Istennek (Διός) – a görögök hite szerint Zeusz – nevezi, a szkíták ősapja azonban, görögösen, Papaiosz.
„A mint pedig a scythák mondják, az ő nemzetök mindnyájan közől a legfiatalabb; s hogy ez igy keletkezett: ezen földön, mely pusztaság volt, született először egy ember, kinek neve volt Targitaus. Ezen Targitaus szüleinek mondják lenni – noha nekem hihetlent mondanak, de még is mondják – Jupitert és Borysthén folyójának egyik leányát. Ilyen nemzetségből született legyen Targitaus; ebből pedig származott három fiu: Lipoxais, Arpoxais és Kolaxais, a legfiatalabb. Ezek uralkodván, az égből lehulló arany műdarabok; eke, járom, kétélű fejsze és csésze estek a scytha földre. A legidősebb első volt ki ezt látta s gyorsan oda szaladt, fölakarván venni; de az arany, midőn hozzá közeledett, égni kezdett. Ez visszavonulván, a második közeledett oda, és ugyanaz történt. E kettőt tehát elűzte az égő arany; de midőn a harmadik, a legifjabb, hozzá lépett, elaludt és ő azt elvitte magához. A két idősebb fivér megtudván ezt, átadták az egész országot a legifjabbnak.Lipoxaistől származtak azok a scythák közől, kiket nemzetségre nézve Auchatáknak neveznek; a középső Arpoxaistól pedig kik Katiarok- és Traspiseknek hivatnak; végre a legifjabbiktól, a királytól, kik Paralátoknak neveztetnek. Mindnyájoknak a nevök pedig Skolotok a király melléknevétől. De a görögök scytháknak nevezték el.” – IV. könyv, 5–6. szakasz. Télfy János fordítása.
Télfy nem betű szerint adja vissza a Hérodotosz által lejegyzett neveket, s Zeusz helyett is a római Jupiterre hivatkozik. A monda szereplői személyek, illetve foglalkozás szerint címzett csoportok:
- Targitaosz (Ταργιτάος) – A szkíták hite szerint a nép ősapja.
- Papaiosz (Παπαῖος) – A szkíták égi atyja. Nevét itt a görög Isten (Διός) szó helyettesíti. Személyét Hérodotosz IV. könyvének 59. szakasza kétséget kizáróan azonosítja, s utal szerepére is.
- Api (Ἀπί) – A szkíták Földet megszemélyesítő istensége, Földanyácska. Borüszthenész egyik leánya, Papaiosz felesége. Neve itt nem szerepel, Hérodotosz IV. könyvének 59. szakasza alapján azonban személye és szerepe kétség nélkül azonosítható.
- Borüszthenész (Βορυσθένης) – A szkíták egyik istensége, a Dnyeper ókori névadója.
- Lipoxais (Λειποξαις, Λιποξαις, Νιποξαις, Νιτοξαις) – Targitaosz legidősebb fia, az eke jelképezte foglalkozás – vélhetően ekések (αὐχάται), földművesek, szántóvetők – pártfogója. Lipoxais neve Hérodotosz munkájának különböző kézirataiban négyféle alakban szerepel. Az ötödik, alighanem a „helyesen” lebetűzött változat – a Diodórosz Szikeliotész által rögzített Ναπης alakból következtetve – *Napoxaisz (*Ναποξαις) lehetne.
- Arpoxais (Ἀρποξαις) – Targitaosz középső fia, az iga és a szekerce jelképezte foglalkozás – vélhetően hajcsárok (κατίαροί), illetve harcfiak (τράσπιες), harcosok – pártfogója.
- Kolaxais (Κολάξαις) – Targitaosz legkisebb fia, az áldozati csésze jelképezte foglalkozás – vélhetően a királyok (παραλάται) – pártfogója.
- Aukhatai (αὐχάται) – Jelképük az eke.
- Katiaroi (κατίαροί) – Jelképük az iga.
- Traspies (τράσπιες) – Jelképük a szekerce.
- Paralatai (παραλάται) – Jelképük az áldozati csésze.

Diodórosz Szikeliotész művében Palosz (Παλος) és Napész (Ναπης) – a hangmegfelelés szabályai szerint a képzésük módja stb. szerint rokonított mássalhangzók, pl. b/m, b/p, b/v, c/sz, d/t, f/p, g/k, k/p, l/r, p/v helyet cserélhetnek – alighanem megfelel Kolaxaisz, illetve Lipoxais személyének. A középső fiúról e helyen nem esik szó.
„(…) Későbben azt regélik a scythák, hogy földszülte szűz támadt náluk, s hogy testének felső részei az övig női, az alsók pedig vipera-alakuak. Ezzel Jupiter közösülvén Scythes nevű fiut nemze. S mivel ez az előtte élőknél sokkal jelesebb volt, tőle scytháknak neveztettek a népek. Ezen király utódai között két, erény által kitűnő, fivér létezett s az egyiket Palusnak, a másikat Napesnek hitták. (…)” – II. könyv, 43. szakasz. Télfy János fordítása.

### Szkíta nagyurak

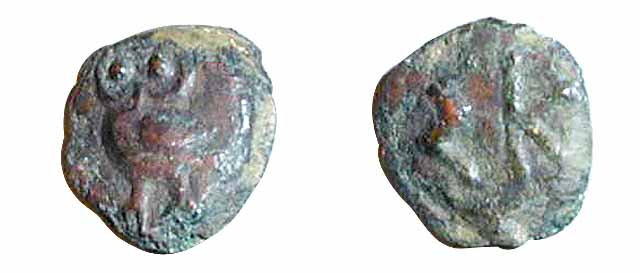
Szkülész (Szkül) nagyúr kuvikot ábrázoló pénzérméje

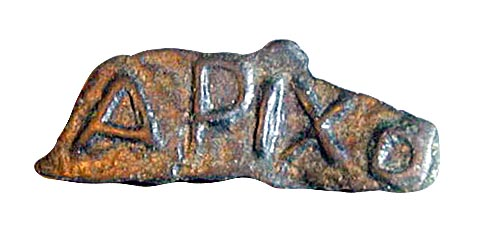
Orikosz (Arikh) nagyúr delfint formázó pénzérméje: Arikh O[lbia

A királyi szkíták előadása szerint első nagyuruk, Targitaosz országlásának idejétől (i. e. 1512.) a perzsák kelet-európai hadjáratáig éppen ezer esztendő telt el. Targitaosz királyságának ideje tehát, a késői bronzkorban, nagyjából megfelel Mózes korszakának. A szkíták eredetmondája szerint Targitaosz istenségektől származó ősapa. A mesében felsorakoztatott személyek és csoportok, miképpen az égből aláhullott eszközök is, jelképesek. Az elbeszélés, illetve a nagyúr isteni eredete kétségkívül a regék, illetve a hit birodalmába tartozik, Targitaosz alakja viszont alighanem valóságos.
Hérodotosz a királyi szkíták uralkodócsaládjának néhány tagját is megnevezi. Nem ismerjük azonban – Targitaoszt leszámítva – a kezdeteket, és a leszármazottak sorát sem tudjuk Oktamaszadész (Οκταμασαδης) után folytatni. Történetírónk a i. e. 450. év táján látogatott Olbia Pontiké gyarmatváros környékére, és ez után írta meg Hisztoriai című munkáját. Adatait a nagyurak családi kapcsolatairól Ariapeithész (Αριαπειθης) nagyúr Tümnész (Τυμνης) nevű intézőjétől szerezte.
Szpargapeithész (Σπαργαπειθης) valószínűleg az i. e. 7. század végén uralkodott. Királyi székében őt fia, Lükosz (Λυκος), majd ennek fia Gnourosz (Γνουρος) követte, s őutána ennek egyik fia, Szauliosz (Σαυλιος) következett az uralkodók sorában. Szauliosz és Anakharszisz (Αναχαρσις) testvérek voltak, s utóbbi Hérodotosz szerint Ariapeithész apai nagybátyja.
Szauliosz az i. e. 6. század végéig (kb. 515.) királykodott, s őt fia, Idanthürszosz (Ιδανθυρσος) (i. e. kb. 515–496.) követte a trónon. Ő volt a perzsák elleni hadjárat szervezője és vezetője.
A nagyurak sorában Ariapeithész (i. e. kb. 480–460.) – Anakharszisz unokaöccse – következett. Hérodotosz szerint Szpargapeithész, az agathürszök nagyura cselt vetett neki, s megölte.
Ariapeithésznek három felesége volt, s ezektől egy-egy fia született. Isztrié gyarmatvárosból származó görög hitvesétől Szkülész (Σκυλης) (i. e. kb. 460–446.). I. Teresz, trák uralkodó leányától Oktamaszadész (i. e. kb. 446–). Opoié (Οποιη) nevű szkíta feleségétől Orikosz (Ορικος) (i. e. kb. 460–425.). Szkülész és Orikosz neve pénzérméken – a görögben kötelező névszói toldalék nélkül – Szkül (Σκυλ), illetve Arikh (Αριχ) alakban is szerepel.

## Történetük

### Eredetük és őshazájuk

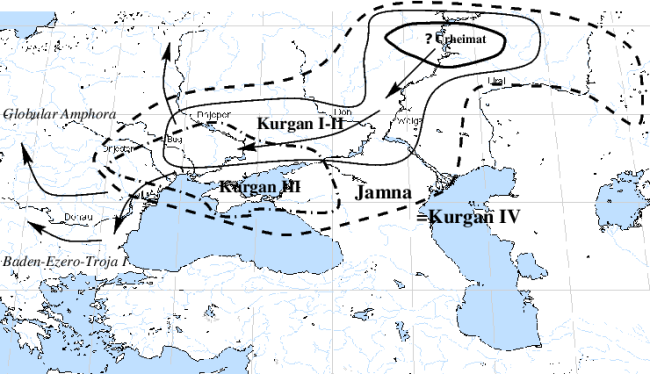
A kelet-európaiak őshazája és terjeszkedése

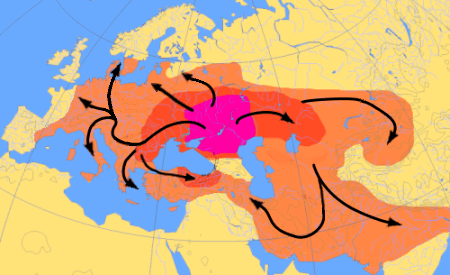
Bíbor szín jelöli a kelet-európaiak őshazáját

A királyiak a vaskorszak elején a Déli-Urál vidékén éltek. Nevük i. e. 8. századi eseményekkel kapcsolatban bukkan fel először írott forrásokban.
Lakóhelyük, temetkezési szokásaik stb. alapján velük azonosítják a késő bronzkori szrubnaja – gerendavázas halomsírokat építő – műveltség (i. e. kb. 1900–800.) népét. Azonosságukat valószínűsíti a királyiak eredetmondája is, mely szerint első fejedelmük, Targitaosz a perzsák európai hadjárata előtt ezer évvel, tehát i. e. 1512. táján uralkodott.
A gerendavázas halomsírokat építőket megelőzi a kapcsolódó műveltségek sorozata a korai és a középső bronzkorban, pl. a jamnaja-kultúra (i. e. kb. 2800–2200.). Ennek népessége a sírgödör oldalába mélyített üregben, fülkében helyezte végső nyugalomra halottait. A sorozat, jelenlegi ismereteink szerint, a középső kőkori szeroglazovszkaja (szeroglazovo) műveltséggel (i. e. kb. 11 000–9000.) ér véget. A nevezett csoport a Kaszpi-tenger vidékén, az Urál folyó és a Manyics, illetve a Kuma alföldje között elterülő pusztát lakta. E népesség pedig alighanem az eurázsiai puszta fiatalabb őskőkori halász, vadász, gyűjtögető lakóinak örököse. (Bővebben: Gravetti műveltség.)
A szeroglazovszkaja műveltség, orosz szerzők szerint, nem csupán középső kőkori, hanem kora újkőkori csoportokat is magában foglal, mindez azonban mondandónk lényegét nem érinti.
A kelet-európai puszta lakói, a gazdasági fejlődés és a népesség gyarapodása nyomán, a kőrézkortól kezdve időről időre rajokat bocsátottak ki. Éspedig előbb Európa nyugati felébe. A népesség nagyobb része Délkelet-Európában, illetve a Kárpát-medencében ütött tanyát, kisebb részük Közép- és Nyugat-Európába is eljutott. Három nagyobb nyugati irányú kirajzást tartanak számon, s ha ide soroljuk még a királyi szkíták költözését is a vaskor elején, akkor négyet jegyezhetünk stb. A keleti és a déli irányú mozgások kevésbé jól ismertek. Kisebb-nagyobb csoportok a kőrézkorban, nagyobb tömegek a bronzkorban költöztek Közép-Ázsia területére, s ezek egyike-másika Belső-Ázsiába (elsősorban az Altaj–Szaján vidékére), illetve az Indiai-félsziget északnyugati felébe stb. is eljutott. (Bővebben: Kurgán műveltség.)
Közép-Ázsia pusztáinak késő bronzkori és kora vaskori népességei a későbbi szaka népekkel (isszédok, ászik, avarok, kangarok, szakaurak) azonosíthatók. A Belső-Ázsiába vándorolt kelet-európai csoportok az őslakos népekkel keveredve – kisebbségben – nyelvüket valószínűleg elvesztették. E vegyes származású népesség örökösei tűntek fel későbben tingling (丁零), illetve kaocsö (高車), tielö (鐵勒) néven.

### A királyiak költözése
A királyiak az i. e. 7. század előtt a kelet-európai pusztán, az Urál folyó és a Don, illetve a Donyec között éltek. Az i. e. 8. században egy részük elköltözött az ősi lakóhelyről. A kivándorlók a Kaukázus északi előterében, valamint a Donyec és a Déli-Bug (a tengermelléken a Don és az Al-Duna) között telepedtek le. Az ősi lakóhelyen visszamaradt tősgyökeres népesség ez időtől fogva thüsszagetai (θυσσαγεται) névvel illette magát. Hérodotosz szerint a Hürgisz vagy Szürgisz (Συργις: Donyec), a Tanaisz (Don), az Oarosz (Volga) és a Lükosz (Urál) folyó vidékén laktak. Névadó csoportjuk az Obscsij Szirt, illetve a Szamara folyó vidékén élt, s tőlük keletre egy királyiaktól elpártolt csapat, a iürkák. Másik csoportjuk a Don mellékén, valószínűleg a mai Voronyezs vidékén tanyázott. Hérodotosz fekete köpenyeseknek (melankhlainoi) nevezi őket, saját nevüket azonban nem közli.
A költözködés megmozgatta a kelet-európai szkíták más nemzetségeit is. Egy részük helyben maradt, és a királyiak népéhez csatlakozott, más részük a Kaukázus északi előteréből az Araksz folyó völgyébe vándorolt, megint más részük, helyet adva a királyiaknak, nyugat felé vonult. Utóbbiak – a korai szkítáknak (helytelenül kimmereknek) is nevezett agathürszök – a Dnyeszter és a Prut vidékét, a Keleti-Balkánt, az Erdélyi-medencét, az Alföldet és a Kisalföld északi felét szállták meg. A Dnyeszter stb. vidékén, a Keleti-Balkánon, az Erdélyi-medencében és a Tiszántúlon urai lettek a helyben lakó trákoknak. Csapataik Közép-Európa egyes vidékein (pl. Lengyelország területén) is feltűntek.

### Szkíták a Kaukázuson túl

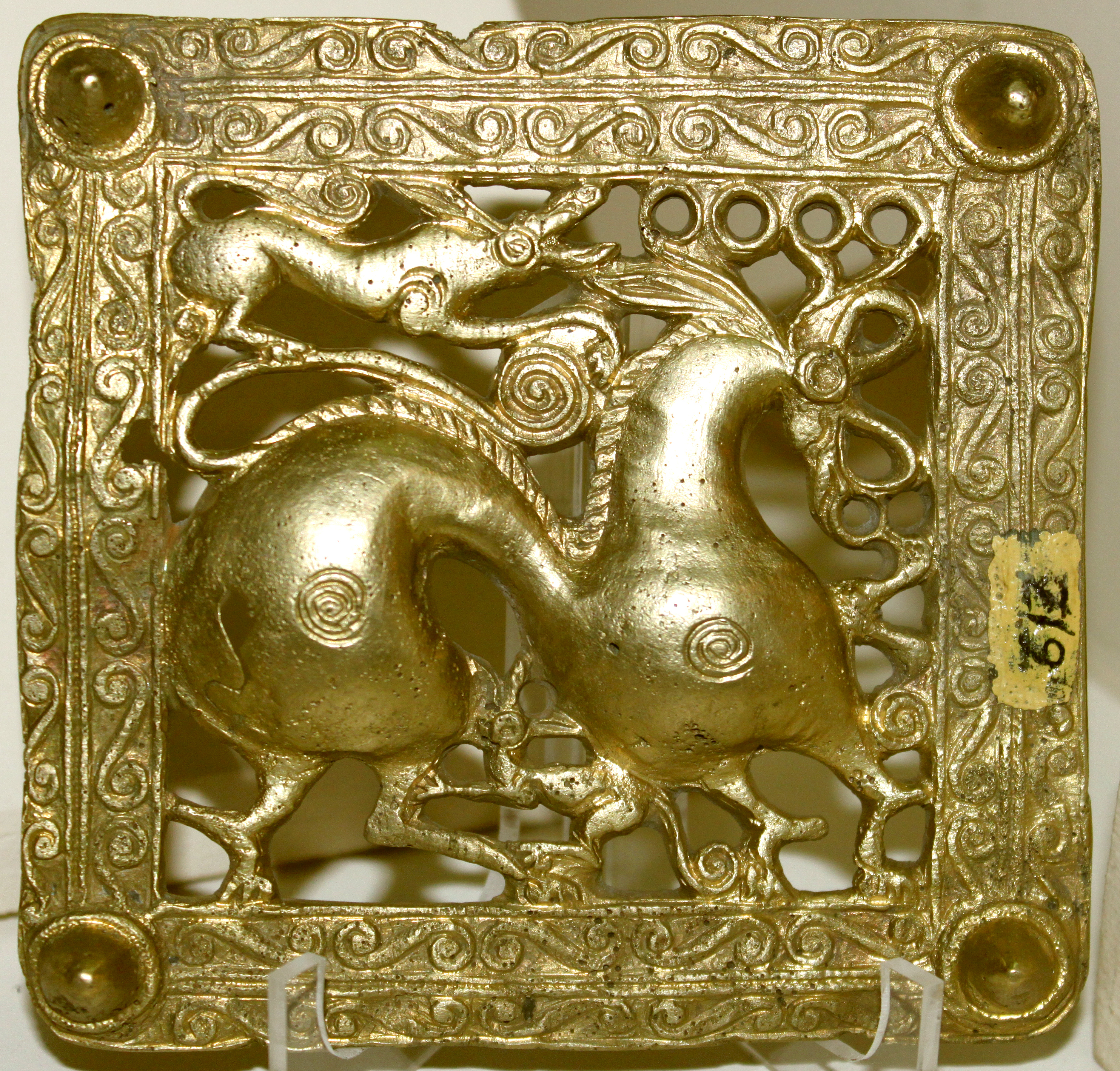
Veretes szkíta öv arany díszítménye (Azerbajdzsán, Mingəçevir)

A királyiak egy csoportja az i. e. 8. században hadi vállalkozásba fogott, behatolt a Kaukázuson túli területekre. Írott források első ízben az i. e. 8. század első felében tudósítanak róluk. A velük folytatott harcokról – a csatározások a Szeván- és a Çıldır-tó között zajlottak – urartui jelentés (i. e. kb. 774.) számol be. Az ellenséget I. Argišti (i. e. 786–764.), urartui király sziklafelirata Iš-qi-Gu-lu népnek nevezi:
„Köszönvén Haldi isten nagyságának, Argišti kijelenti: meghódítottam Eriahi országát, elfoglaltam Irdaniu várost, [eljutván] Išqigulu országáig”.
A szkíták megtelepedtek a mai Gjumri város környékén, és gyarmatukat későbben újabb szkíta telepesek gyarapították. A szkíta gyarmatosok még az i. e. 5. és 4. század fordulóján is az Araksz termékeny síkságán laktak. Jelenlétük a vidék földrajzi neveiben is nyomokat hagyott.
A szkíták nagyobb csoportja i. e. 700. körül, valószínűleg a Kaszpi-tenger nyugati partja mentén hatolt be a Kaukázuson túli területekre. A Kura és az Araksz folyó völgyében, illetve az Urmia-tó környékén telepedtek le. Urartu lakói Išqigulu népnek nevezték őket, a Kaszpi-tenger körül honos irániak ellenben a közép-ázsiai szkíták címét, a szaka nevet aggatták rájuk. A szkíták által legsűrűbben lakott vidéket Sakasene névvel illették. A másik szkíta fészek, Saqqez városa (az Urmia-tótól délkeletre) szintúgy a szakák nevét örökölte.
V. Sulmánu-asarídu, asszír király uralkodásának első éveiben megszállta Kánaán földjét, és ostrom alá vette Szamária városát. Ott uralkodó hűbérese, Hóseás ugyanis, szabadulni akarván az asszír igából, Egyiptommal próbált szövetkezni. Két–három évig tartó küzdelmek után a város elesett, lakóinak jó részét elhurcolták. Asszíria északi határvidékén, az Urmia-tó környékén, Mannai királyságának birtokain telepítették le őket. E népességet – asszír évkönyvekben (i. e. 720–714.) gimirri stb. néven szerepelnek – azonosíthatjuk a kimmerekkel.
A korai asszír iratok Bit Hu-um-ri-a (Omri Háza) néven hivatkoznak a kitelepített izraelita törzsekre. Omri Izrael királya, Szamária város megalapítója volt. Szín-ahhé-eríba és II. Sarrukín, asszír király levelezései stb. gyakorta hivatkoznak az izraelitákra. Az akkád iratok a szóban forgó népet gamir, gamirra, gimirri stb. névvel illetik.
II. Sarrukín, asszír királyhoz i. e. 720. és 714. között küldött hírszerző jelentés szerint Urartu fejedelme, I. Rusza hadaival a kimmerek földéjére – Kur Gamir(ra) – vonult, és ott vereséget szenvedett. Egy másik, ugyanezen időre keltezett asszír hírszerző tudósítás szerint a kimmerek megszállták Urartu országát Mannai felől.
Assur-ah-iddína, asszír király uralkodásának kezdetén a médek Khsathrita (Kaštariti) vezetésével – szövetségben a mannaiakkal és a kimmerekkel – Asszíria ellen szervezkedtek. A médek, mannaiak és kimmerek szövetsége akkád nyelvű forrásokban umman manda (sehonnai csőcselék) néven is szerepel. A kimmerek, Teušpa nevű fejedelmük vezérletével megtámadták Kilikiát és Tabaalt. Az i. e. 679. évben az asszírok legyőzték a kimmereket Kappadókiában, Hubušna város környékén. A vereség ellenére a kimmerek nem hagytak fel Asszíria északi és keleti határvidékének zaklatásával.
A szkíták első ízben az i. e. 676. év táján bukkannak fel asszír híradásokban. A tudósítások Aškuza vagy Iškuza néven említik őket. Az asszírok ez időben megmérkőztek mannaiak és szkíták egyesített hadaival a Van-tótól délre. A szkíták nagyura, Išpakai (görög forrásokban Aszpakosz: Ασπακος) elesett az ütközetben. Bartatua (Partatua) – görög hallás szerint Protothüész (Προτοθυης) (i. e. kb. 676–645.) – követte őt a fejedelmek sorában.
Assur-ah-iddína kőhasábra vésett nyilatkozata ekképpen írja le a mannaiak és szkíták elleni csatát:
„Szétszórtam Mannai népét, a hitványat, az engedetlent, és csapataikat (és) az Asguzai Ispakait, a szövetségest, aki nem mentette meg őket, karddal levágtam.”
Bartatua elpártolt a lázadóktól, beházasodott Assur-ah-iddína családjába (i. e. kb. 676.), és ily módon Asszíria hűbéres szövetségese lett. A egyezséget asszír feljegyzések valószínűsítik, pl. tervezett házasság egy asszíriai királyleány, Šerna-etert és Bartatua, Iškuza ország királya között.
A kimmerek, az i. e. 675. évben, Mannai határánál táboroztak. Az asszírok elleni méd felkelés idején (i. e. 674–672.) a médekhez csatlakoztak. Az i. e. 672. év táján a médek, mannaiak és kimmerek szövetsége elszakította Mannait és Médiát Asszíriától. Tíz év múltán Assur-bán-apli, asszír király megkísérelte Mannai fővárosát elfoglalni, de nem járt sikerrel. Utóbb Mannai, tartván a médek befolyásának növekedésétől, Asszíriához pártolt.
A kimmerek, valószínűleg még a méd felkelés bukása előtt, elszakadtak a szövetségtől, és Kappadókiában ütöttek tanyát. Kétszer is megtámadták Lüdiát, második alkalommal el is foglalták fővárosát, Szardeiszt. Az i. e. 640-es években Lügdamisz fejedelmük vezérlete alatt – alkalmanként a Kobosz vezette tréresz (tréroi: τρηροι) nevű néppel szövetségben – Kis-Ázsia nyugati partjainak görög városait dúlták. Paphlagóniában is pusztítottak, főleg Szinópé vidékén, továbbá Bithünia és Troad területén. Az i. e. 7. század végén vagy az i. e. 6. század elején Lüdia királya, II. Alüattész (i. e. 619–560.) seregüket szétverte, s ez időtől fogva a kimmerek már nem szerepelnek a híradásokban.
Az asszírok és a szkíták szövetsége az i. e. 653–652. évben úrrá lett a méd felkelőkön, s az asszírok Média és Mannai irányítását szkíta hűbéresükre bízták. A szkíták a médek által lakott területek nagyobb részét ellenőrizték. A Zagrosz vidékén, nagyjából a mai Kurdisztán és Kermánsáh tartományban uralkodtak. E vidék, az asszír birtokok – ma kurdok, a médek örökösei által lakott terület – görögös neve volt Szüromedia (Συρομεδια). Az innen származó madai népet illették görögösen szauromatai, latinosan sarmatae névvel.
Protothüész halála után fia, Madüész (Μαδυης) (i. e. 645–625.) lett a médek hűbérura. Királyságának idejéből nagyon kevés feljegyzés maradt fenn, s a neki tulajdonított tetteket jobbára nem lehet pontosan keltezni. Az i. e. 630-as vagy 620-as években, valószínűleg Kelet-Anatóliában, legyőzte a tréresz nevű, trák származású népet. Uralmának Uvakhsatra, méd fejedelem vetett véget. Hérodotosz tudósítása szerint a médek meghívták a szkítákat (vélhetően a helytartót és a főembereket) lakomára, leitatták és megölték őket. Madüész neve utoljára Ninive ostromának idején bukkan fel.
Assur-bán-apli halála után belháború ütött ki az asszírok országában. Az asszír főhatalom lehanyatlott, és vele a szkíták befolyása is elenyészett. Babilónia az i. e. 626. évben fellázadt az asszír uralom ellen, és tíz év múlva Média is követte példáját. Média az i. e. 625. évben szabadult fel a szkíták uralma alól. Az i. e. 615. évben a babilóniaiak és a médek megszállták Arappa (Kirkuk) tartományt és Mannait. Az i. e. 614. évben megszerezték a Ninive melletti Tarbisut. Ninivét is ostromolták, bevenniük azonban nem sikerült. Ugyanezen évben a médek Assurt is elfoglalták. Babilónia és Média ezt követően szövetségre lépett egymással, s a szövetségesek az i. e. 612. évben elfoglalták Ninivét. Hérodotosz szerint Madüész megütközött Uvakhsatra Ninive alatt táborozó csapataival, történetírónk jelentése azonban nem egyezik a keleti források híreivel. A szkíták, úgy tűnik, végül elpártoltak az asszíroktól. Az i. e. 615. évtől babiloni feljegyzések a médek szövetségeseként említik őket. Feltehetően a babilóniai hadseregben is szolgáltak szkíta harcosok.
Ninive eleste után az asszír csapatok maradéka Harrán, majd Karkemis városába vonult vissza. Utóbb asszírok és egyiptomiak szövetséget kötöttek, Karkemis városánál (i. e. 610.) azonban seregeik vereséget szenvedtek. Karkemist a babilóniaiak az i. e. 605. évben foglalták el.
A szkíták, amikor befolyásukat elveszítették, az uralmuk alá rendelt népesség egy részét magukkal ragadták, és seregeiket így megerősítve különböző hadi vállalkozásokba fogtak. Hérodotosz jelentése – a szkíták megszállták Anatóliát – valószínűleg az Asszíria bukása utáni időkre vonatkozik. Diodórosz Szikeliotész tudósítása – asszírokat (asszürioi: ασσυριοι) telepítettek le Paphlagónia és Pontosz tartomány között, médeket (szauromatai: σαυρομαται) a Don mellékén – úgyszintén.
Egy szkíták vezette csapat – a szóban forgó kalandra i. e. 610. előtt került sor – Egyiptom felé vette útját, a filiszteusok országánál azonban nem jutott tovább. I. Pszammetik fáraó – latba vetve kincstárának javait is – rábírta őket a visszavonulásra. A kalandozók egy része valószínűleg a Nílus országában telepedett le. Egyiptomból említ ugyanis egy Szigünnosz (Σιγυννος) nevű várost és szigünnoi (σιγυννοι) népet Ktésziasz (i. e. 5. század), illetőleg rá hivatkozva Sztephanosz Büzantiosz (6. század). A szigünnai (σιγυνναι) név – alighanem méd származású népre hivatkozik – később felbukkant Délkelet-Európában és a Kaukázus vidékén is.
Az egyiptomi hadjárat kapcsán Sztrabón – Megaszthenész (i. e. kb. 350–290.) jelentésére hivatkozva – Idanthürszosz, szkíta nagyúr nevét említi. Ő vélhetően nem azonos a perzsák elleni hadjárat hasonló nevű szervezőjével.
Hérodotosz szerint Uvakhsatra királyságának idején egy pártoskodásba keveredett szkíta csoport kért oltalmat a médektől. A médek királya méltányosan bánt velük, egy alkalommal azonban megsértette őket, és szkítáink erre gonosz csínytevéssel válaszoltak. A várható bosszú elől elmenekültek, és Lüdia urától, II. Alüattész királytól kértek menedéket Szardeiszban. (Ezen eseményre i. e. 619. után kerülhetett sor.) Mivel Lüdia nem adta ki a szökevényeket, Média háborúba kezdett ellene.
A szkíta derékhad valószínűleg e háborúskodást (i. e. 590–585.) megelőzően, az i. e. 625. év táján visszafelé indult Kelet-Európába. Az első szkíta csapatok az i. e. 7. és 6. század fordulóján érkeztek a Kaukázus északi előterébe. A magukkal ragadott hűbéres szauromatáknak a Don alsó szakaszánál, a bal parton jelöltek ki lakóhelyet. A szkíta vezérlő törzs, a Kubány folyó völgyében ütött tanyát. Temetkezési szokásaikat idegen elemek, régészeti hagyatékukat elő-ázsiai népek divatja szerint készült tárgyak jellemzik.
Amikor a médek megszállták Urartut (i. e. 609–585.), az Araksz völgyében honos szkíta népesség is uralmuk alá került. A szkíták hosszú ideig kitartottak gyarmatukon. Az i. e. 400. évben még bizonyosan a mai Gjumri város környékén éltek. Xenophón beszámol róluk – nevük szküthenoi: σκυθενοι –, és később Diodórosz Szikeliotész is. A Harpaszosz (Αρπασος) – ma Arpa, illetve Arpaçay – folyónak bizonyára a szkíták adtak nevet. E vidéken lakott – például Sztrabón, illetve Pszeudo-Orpheusz (i. sz. 5–6. század) szerint – a szigünnai nép egy csoportja is.

### A perzsák európai hadjárata
A perzsák európai hadjáratáról (i. e. 516–512.) és előzményeiről több ókori szerző is beszámol. Ktésziasz és Iustinus vázlatosan, Hérodotosz részletesebben. Valamennyi történetben – gyaníthatóan – mesés elemek is szerepelnek.
A Szkítaföldön vezetett hadjáratot korunk történészei jobbára valószínűtlennek tartják. Ha a perzsák egyáltalán átkeltek a Dunán – úgy vélik – legfeljebb a Dnyeszterig meneteltek. Királyuk nemigen kívánt mást, mint erejét megmutatni, és hódításait a Keleti-Balkánon ekképpen biztosítani.
Ktésziasz szerint I. Dárajavaus, a perzsák királya meghagyta Ariaramnésznek, Kappadókia hűbéres urának, hajózzon a szkíták országába, és ejtsen foglyokat. Ariaramnész harminc ötvenevezős hajóval átkelt a tengeren, és többek között kézre kerítette Marszagetészt (Μαρσαγετης), a szkíták nagyurának testvérét, kit saját fivére tartott ekkor fogva. A szkíták uralkodója (Szkütharkész: Σκυθαρκης) dühében becsmérlő levelet írt Dárajavausnak, aki hasonló modorban válaszolt. A perzsák nyolcszázezer emberből álló serege ezután – hajóhídon – átkelt a Boszporuszon és az Isztroszon (Al-Duna), és tizenöt nap járóföldnyire (kb. 450 km) behatolt a szkíták országába. (Ha valóban így volt, akkor nagyjából a Dnyeperig juthattak.) A perzsa és a szkíta király íjat küldött egymásnak. Dárajavaus, erősebbnek ítélvén a szkíta íjat, meghátrált, elmenekült a hidakon át. Hátrahagyott nyolcvanezer emberét veszni hagyta.
Iustinus szerint a perzsák királya azért indított hadjáratot a szkíták ellen, mert nem kapta meg Ianthyrus (Hérodotosznál Idanthürszosz) leányát feleségül. Szerzőnk a perzsa sereg létszámát hétszázezerre, a veszteséget nyolcvanezerre teszi. Dárajavaus kudarcát a szkíták hadicselének tulajdonítja: nem adtak ugyanis alkalmat a perzsáknak az összecsapásra. S mivel Dárajavaus aggódott az Al-Dunán épített hajóhíd sorsa miatt, sietve visszavonult.
Hérodotosz szerint a perzsák egészen a budinok országáig, illetve a Volgáig meneteltek, és onnan vissza. Az eseményeket történetírónk, illetve forrásai vélhetően felnagyították, kiszínezték, s a történetet valószínűleg kitalált eseményekkel is kiegészítették. Ennélfogva nehéz – ha nem lehetetlen – kihámozni az alábbi beszámolóból valóságot.
Az i. e. 6. században a perzsák hadjáratot indítottak a királyi szkíták ellen. Ezek korábban (i. e. 7. század) megszállták Mada országát – később az Óperzsa Birodalom része lett –, következésképpen a perzsák indítéka, terjeszkedési törekvéseiken kívül, megtorlás is lehetett. Dárajavaus áthidaltatta a Boszporuszt, és hadaival – hűbéres szaka csapatok is részt vettek a vállalkozásban – átkelt Európába. A trák–szkíták földjén kezdetben nem akadt ellenfélre – a Balkán-hegységtől délre letelepedett népesség meghódolt –, az Al-Duna lapályán honos trák–szkíták azonban szembeszegültek a perzsákkal. Végül ők is hűbéres sorsra jutottak, és csak az i. e. 479. évben nyerték vissza függetlenségüket.
Dárajavaus az Al-Dunát is áthidaltatta, és ekképpen, hajóhídon kelt át a királyi szkíták földjére. Ezek szövetségbe próbálták tömöríteni a szomszédos népeket – tauroi, agathürszoi, neuroi, androphagoi, melankhlainoi, gelónoi, boudinoi, szauromatai –, közülük azonban csupán utóbbi három vett részt az ellenállásban. A perzsák serege betört a szkíták földjére, a szkíta csapatok azonban kitértek az összecsapás elől, s elpusztítottak mindent, mi az ellenfél számára hasznos lehetett.
A szkíták két seregrészre osztották hadaikat. Az egyik köteléket Kopaszisz, avagy Szkopaszisz (Κοπασις, Σκοπασις) vezette, és ő vezényelte a szauromaták haderejét is. A királyiak két nemzetsége – a nagyobbik fejedelme volt Idanthürszosz (Ιδανθυρσος), a kisebbiké pedig Taxakisz (Ταξακις) – alkotta a másik köteléket. Utóbbihoz csatlakoztak a gelónok és a budinok seregei.
A perzsák, jelenti Hérodotosz, űzőbe vették a szkíták kisebb kötelékét, eljutottak a Donig, átkeltek a szauromaták földjére, majd betörtek a gelónok és budinok birtokaira, és felperzselték kiürített fővárosukat. Onnan folytatták útjukat a thüsszageták földjén a Volgáig. A folyónál tábort ütöttek, őrhelyeket kezdtek építeni, melyek romjai, mondja Hérodotosz, az ő idejéig fennmaradtak. A szkíták ez idő alatt visszatértek hazájukba, és hamarosan követték őket a perzsák is.
A perzsák Szkítaföldön a másik, nagyobb seregrésszel akadtak össze, és azt vették űzőbe. A szkíták, nyomukban az ellenséggel, az erdős puszták és a zárt erdők határánál, a melankhlainok, az emberevők (androphagoi) és neurok birtokain át vonultak vissza. Végül elérték az agathürszök honát, ezek azonban nem engedték a királyiakat földjükre lépni. A szkíták ezek után visszatértek saját országukba.
A háború második szakaszában a szkíták rajtaütésekkel zaklatták a perzsákat. Egyezkedni próbáltak a perzsa hajóhidat biztosító iónokkal is – térjenek vissza hazájukba a hidat elbontván –, ezek azonban kitartottak hűbéruraik mellett. A perzsák végül a visszavonulás mellett döntöttek. Hadjáratuk a szkíták földjén lényegét tekintve kudarccal végződött.
A szkíták valamivel később (i. e. 511–510.) betörtek a perzsákhoz hű iónok birtokaira, és Miltiadész, Thrakiké Kherszonészosz (a Gallipoli-félsziget) ura menekülni volt kénytelen előlük. Ez idő tájt, i. e. 510. körül, szkíta követség próbált katonai szövetségest szerezni I. Kleomenész, spártai király személyében a perzsák ellen. A tervezett bosszuló hadjáratra mindazonáltal sohasem került sor. Nagyjából ugyanekkor, az i. e. 6. és 5. század fordulóján, szkíta harcosokat fogadtak fel szolgálatra az athéni városi rendfenntartó alakulatok.

### Királyiak a Keleti-Balkánon

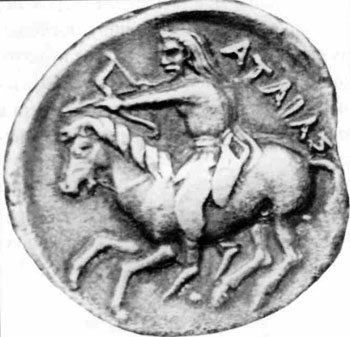
Ateasz (Ataiasz) nagyúr (i. e. kb. 429–339.) pénzérméje

A királyi szkíták az i. e. 4. század közepe táján a Keleti-Balkánon próbáltak területet foglalni maguknak, és emiatt összetűztek a makedón görögökkel.
I. Kotüsz (i. e. 383–358.), odrüszi király halála után harcok törtek ki a trákok földjének újrafelosztása okán. A királyi szkíták kihasználták az alkalmat, és terjeszkedni próbáltak a Keleti-Balkánon. Háborúságba keveredtek a trákokkal és a görögökkel. Beütöttek a mai Dobrudzsa területére, hadat viseltek Isztrié (i. e. 358.) és Kallatisz (i. e. 353.) görög város lakói ellen, és legyőzték (i. e. 344.) a trák triballoi nemzetséget.
II. Philipposz, makedón király kelet-balkáni hadjáratai (i. e. 352–340.) során Trákiában elfoglalta Eumolpia városát, és saját nevével ruházta fel: Philippopolisz (ma Plovdiv). Adófizetőjévé tette az Odrüszi Királyságot, és a gétákat is hódoltatta. Utóbbiak királya, Kothelasz katonai támogatásra kötelezte magát, és leányát (Méda), Philipposzhoz adta feleségül.
A makedónok és a királyi szkíták serege az i. e. 339. évben csapott össze az Al-Duna lapályán. A szkíták királya, Ateasz (Ἀτέας) (i. e. kb. 429–339.) – Lukianosz szerint több mint kilencvenéves korában –, elesett az ütközetben. Iustinus félig-meddig mesés tudósítása szerint a szkíták, bár előnyben voltak bátorságuk és számosságuk tekintetében, vereséget szenvedtek Philipposz cselfogása miatt. A görögök húszezer fiatal férfit és nőt ejtettek foglyul, s nagyszámú szarvasmarhát zsákmányoltak, aranyhoz vagy ezüsthöz azonban nem jutottak. Mindezeken felül húszezer kancát küldtek Makedóniába tenyésztés végett. Philipposz, amikor visszatérőben volt a hadjáratból, megütközött a triballoi nemzetséggel is. Ezek részt követeltek a hadizsákmányból, s ennek okán trákok és makedónok vitába, majd harcba keveredtek. A makedónok királya az összecsapásban súlyos sebet kapott, és foglyai stb. is elvesztek.
Az i. e. 331. évben Zopürion, III. Alexandrosz trákiai kormányzója harmincezer katonával hadi vállalkozásba fogott. Megtámadta Olbia Pontiké városát a Déli-Bug torkolatánál. A város azonban ellenállt az ostromnak, és a szkítákkal szövetkezett. Zopürion, utánpótlás hiányában, visszavonult. Maradék seregét és magát a vezért – megtorlás okán, mivel földjeiken Alexandrosz dúlt az i. e. 335–334. évben –, a géták elpusztították az i. e. 331. esztendő végén. Zopürion hadjáratának keltezése vitatott. Iustinus szerint az esemény az i. e. 331. esztendőben történt, Quintus Curtius Rufus szerint az i. e. 325. évben.
Az i. e. 313. évben a szkíták újólag megjelentek Dobrudzsában. A trákok szövetségeseként Lüszimakhosz csapatai ellen harcoltak.

### Madaiak lázadása
A médek közül kiszakított, szauromatának nevezett népesség, a kelet-európai pusztán eltöltött mintegy három évszázad során, szokásaiban, nyelvében hasonult szkíta hűbéruraihoz, többségük azonban, úgy tűnik, valamilyen mértékben megőrizte anyanyelvét is. Törzseik jobbára iráni nevet viseltek (pl. materoi, szaioi, szaudaratai, szouardenoi, thiszamatai), fejedelmeik, amennyire tudjuk, iráni nevet választottak maguknak, pl. Szaitapharnész.
Az i. e. 4. század végén a szauromaták fellázadtak szkíta uraik ellen, és a királyiak, valamint a görögök birtokain pusztítottak. A Don jobb partján, illetve a Donyec alsó szakaszánál ütöttek tanyát, és onnan indultak hadjáratokra. A Donyec és a Dnyeper közötti füves puszta szkíta lakóit az i. e. 3. század elejéig a Dnyeperhez, illetve a Krím-félszigetre szorították vissza. A királyi szkíták ez időben több erősített települést is alapítottak. Nyugaton, nagyjából ugyanezen időben, a germánok és a kelták csapatai is beütöttek a szkíták földjére, mindenekelőtt a nagyobb folyók, illetve a tengerpart mentén.
A szauromaták időről időre rátörtek a Boszporoszi Királyságra. Szándékuk jobbára a zsákmányszerzés volt, de úgy tűnik, a városi élet kényelme és biztonsága is vonzotta őket. Fennállásának utolsó századaiban a királyság, illetve a görög gyarmatvárosok lakóinak jelentős részét madaiak tették ki. Letelepedésük tényét többek között a sírfeliratokon rögzített nagyszámú iráni név is bizonyítja. Az első kétségtelen utalás jelenlétükre Gatalosz o Szarmatész (i. e. 179.) király említése Polübiosz munkájában. A Boszporoszi Királyságnak több madai származású, Róma által pártfogolt uralkodója is volt.

### Szirákok
A szirákok – kezdetben bizonyára ők irányították a szauromatákat – a Kubány folyó vidékén laktak. Nevüket először az i. e. 310–309. esztendőben történt eseményekkel kapcsolatban említik. I. Pairiszadész (i. e. 349–311.), boszporoszi király fiai – II. Szatürosz (i. e. 311–310.), Prütanisz (i. e. 310.) és Eumelosz (i. e. 310–304.) –, illetve hívei között örökösödési háború tört ki. Eumelosz szövetkezett a szomszédos lovasnépekkel, tekintélyes erőket gyűjtött össze, és harcba szállt Szatürosz ellen a hatalomért. A szirákok – fejedelmük, Aripharnész vezetésével – részt vettek a összecsapásokban, és csatát vesztettek a Thatész (vélhetően a Kubány egyik mellékfolyója) mentén. A trónkövetelő Szatürosz oldalán „szkíta szövetségesek” küzdöttek.
A boszporoszi háborúban (i. sz. 49.) a Zorszinész vezette szirákok a pontoszi görögöket támogatták, az aorszok viszont, Eunonész vezérletével, a rómaiakat. A római hadak elfoglalták a szirákok erősített fészkét, Uszpé városát. Zorszinész békét kötött, elismerte Róma fennhatóságát. A szirákok e háborúban végzetesen meggyengültek. Az i. sz. 193. évben újabb boszporoszi csetepatéban vettek részt, és ez után többé nem hallunk róluk.

### Királyi szkíták és alánok

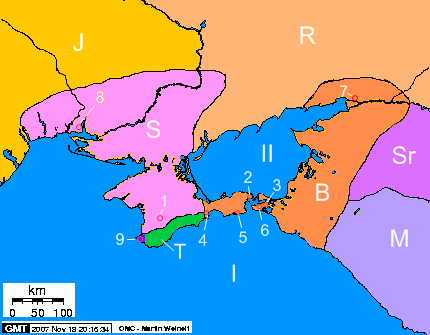
A Krím-félsziget és környéke az i. e. 2. században
Kis-Szkítia
Boszporoszi Királyság
ászik
roxolánok
szirákok
maiótok
taurok

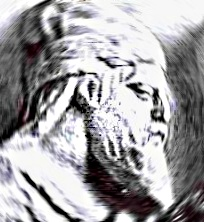
Szkülurosz, a szkíták nagyura (Napisz; i. e. 2. század)

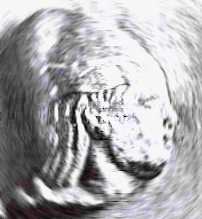
Palakosz, Szkülurosz legidősebb fia (Napisz; i. e. 2. század)

A Közép-Ázsiában zajló változások – a jüecsik vándorlása (i. e. 166–129.), illetve ezzel kapcsolatban Görög Baktria bukása és a kangarok terjeszkedése – kimozdította lakóhelyükről az ászik egy részét.
A Szir-darja középső szakaszának síkságát, továbbá a Talasz és a Csu folyó lapályát birtokló kangarok i. e. 130. táján elfoglalták az ászik és az isszédok országát. Előbbiek ez okból szövetségük nevét (masszagéták: Μασσαγεται) alánra (Αλανοι) változtatták. Az ászik – az isszédok sorsát nem ismerjük – ez időben vándoroltak ki közép-ázsiai hazájukból. Jó részük a Szir-darja és az Amu-darja alsó szakaszától a kelet-európai pusztára költözött.
Az ászik birodalmának neve kínai forrásokban Alan (阿蘭), Alanliao (阿蘭聊), Jencaj (奄蔡: Hatalmas puszta) – szkíta neve a kínaiak hallása szerint Hoszu (闔蘇) –, az isszédok országáé pedig Jen (岩: Szakadék, Szikla). Ásziország, azaz Hoszu lakóinak neve Plinius művében abzoae.
Az i. e. 2. század elejéig az ászik (iazügész: ιαζυγης) törzse a Dnyeperig nyomult előre, a roxolánok (rhoxolanoi: ροξολανοι) az Azovi-tenger vidékéig jutottak, az aorszok (aorszoi: αορσοι) pedig a Don és az Urál folyó között foglaltak maguknak legelő- és szállásterületet. A szóban forgó csoportok neve először Sztrabón munkájában bukkan fel. Történetírónk szerint „az aorszoi és a szirakész népet az azonos nevű felső törzsek számkivetettjeinek vélik”. A szirákok nem tartoztak az alán szövetséghez, felső törzsükről, másik néprészükről nincsen tudomásunk. Az aorszok „felső törzsét” a Déli-Urál vidékén honos népességükkel azonosíthatjuk.
A királyi szkíták az i. e. 3–2. században elvesztették vezető szerepüket a kelet-európai pusztán. Először a szauromaták támadtak rájuk, s szorították őket nyugat felé, majd helyüket testvérnép – a (helytelenül) szarmatáknak nevezett ászik, az alán szövetség részesei – foglalták el. A királyiak vezető törzsének népessége ezután a Krím-félszigeten, illetve a Dnyeszter és a Déli-Bug alsó szakaszának környékén tömörült. Kisebb birodalmuk – Mikra Szküthia (Μικρα Σκυθια), Kis-Szkítia (i. e. kb. 250–i. sz. kb. 200.) – neve később a mai Dobrudzsa területére szállott át, ahol az i. e. 2. században szintén felbukkantak.
Sztrabón szerint a kelet-balkáni géták (getai), a Dnyeszter-melléki türegéták (türegetai), a szarmatának címzett ászik (iazügész), a királyiak (baszileioi) és az urgok (ourgoi) lakóhelye, az Al-Dunától a Dnyeper felé haladva – az i. e. 2. század végén –, ilyenképpen sorakozik fel a kelet-európai pusztán:
„A Borysthenes és Ister közötti vidéken felül fekvő egész tartománynak első része a géták pusztasága; azután jőnek a tyrigéták; s ezek után a sarmataféle jazygok s az ugynevezett királyiak és urgok, nagyobbrészt nomádok, kevesen pedig földmiveléssel is foglalkoznak. Mondják hogy ezek az Ister hosszában is laktak, gyakran mind a két parton.” – VII. könyv, 3. szakasz, 17. bekezdés. Télfy János fordítása.
A királyiaknak nevezettek e helyen saját nevükön (ourgoi) is szerepelnek. Nem tévesztendők össze a Ptolemaiosz munkájában felbukkanó baszileioi szarmatai törzzsel. A szauromaták királyi törzse (aszaioi, szaioi) a Don mellékén lakott.
A királyi szkíták urai az i. e. 3. század végén elköltöztek Dnyeper menti székhelyükről, és erősített településeket, illetve új fővárost (Szküthiké Neapolisz: Σκυθική Νεάπολις) – szkíta neve görögösen Napisz (Ναπις), Napitész (Ναπιτης) – alapítottak a Krím-félszigeten, a mai Szimferopol környékén.
A közelükben élő görögök, Kherszonészosz (Szevasztopol) város lakói, tartván a veszedelmes szomszédtól, az i. e. 179. évben I. Pharnakész, pontoszi uralkodóval szövetkeztek. Az i. e. 2. század vége felé pedig VI. Mithradatész, pontoszi királyhoz, az előbbi unokájához fordultak oltalomért.
A királyiak uralkodója ez időben Szkülurosz (Σκυλουρος, Σκυλυρος) (i. e. kb. 130–113.) volt, Olbia Pontiké (Parutyino), valamint Kalosz Limen (Csornomorszke) és Kerkinitisz (Jevpatorija) városának is hűbérura. A század végén utóbbi két települést a görögök visszafoglalták, Kalosz Liment azonban a királyiak az 1. század közepe táján újra birtokba vették, és az i. sz. 1. századig meg is tartották.
Sztrabón szerint Szkülurosz – fiainak száma ötven vagy nyolcvan, állítja forrásaira hivatkozva történetírónk – három erődöt építtetett, mégpedig Palakion (Παλακιον), Khabaioi (Χαβαιοι), Khabon (Χαβον) és Napisz, Napitész erősségét. (Többen úgy gondolják, Szkülurosz az említett erődvárosokat három idősebb fia tiszteletére nevezte el.) Mindhárom erődítmény a mai Szimferopol környékén állott. Napisz városát a gótok az i. sz. 3. század közepe táján lerontották, az egykori építmények közül csupán a királyi síremlék maradt fenn.
VI. Mithradatész – befolyását kívánta a Fekete-tenger északi partjára kiterjeszteni – az i. e. 111. esztendőben csapatokat küldött a szkíták ellen. Az egyesült görög hadak felmorzsolták a Palakosz (i. e. kb. 113–111.), Szkülurosz fia által vezetett szkíta sereget.
Amint a pontosziak visszatértek hazájukba, a királyiak, szövetségben a Tasziosz (Τασιος) vezette roxolánokkal, újabb hadi vállalkozásba fogtak. A pontoszi seregeket ismét bevetették, és ezúttal a szkíták döntő vereséget szenvedtek. Két erődítményüket, királyi székhelyüket is fel kellett adniuk, s önállóságuk elveszett. Palakosz a királyi szkíták utolsó független uralkodója. A jelentések szerint a vereség után a roxolánok a Pontoszi Királyság haderejében is szolgáltak, és később Róma ellen is küzdöttek.
Mithradatész seregei ugyanezen időben foglalták el a Boszporoszi Királyságot. V. Pairiszadész (i. e. kb. 140–111.), a boszporosziak uralkodója ellen fellázadtak – Szaumakosz (i. e. 111–110.) vezetésével – a „szkíták” (talán inkább a helyben lakó szauromaták), és megölték. A pontoszi hadak hamarosan leverték a lázadást, és a Boszporoszi Királyságot is Mithradatész birodalmához toldották. Kevéssel ez után, az i. e. 63. évben, a rómaiak vették birtokba.
A Krím-félszigeten és a Dobrudzsában letelepedett szkíták a görögök befolyása alá kerültek – uraik pénzérméken megjelenő görögös neve is erről tanúskodik –, s azután a Római Birodalom hűbéreseként folytatták életüket. Mintegy négyszáz év múlva (az i. sz. 3. században) tűntek el végleg a híradásokból. A krími szkíták királyságát a gótok számolták fel az i. sz. 3. században. A Dnyeper és az Al-Duna között élő királyi szkíták népessége nagyobb részben valószínűleg az alánokhoz csatlakozott, s közülük többen Alföldünkre költöztek.

## További ismertetők
- Cernenko, E. V., McBride, A. and Gorelik, M. V. (1983): The Scythians, 700–300 B.C. In Windrow, M. (ed.): Men-at-Arms Series 137. London.
- Flamion, J. (1911): Les Actes apocryphes de l’apôtre André. Les Actes d’André et de Mathias, de Pierre et d’André et les textes apparentés. Louvain, Paris, Bruxelles.
- Feltham, H. B. (2010): Nomad Culture, Greek Style: Steppes Jewellery and Adornment. Sino-platonic papers 205: 1–31.
- Jakab Attila (2000): XI. Les Actes d’André et le christianisme alexandrin. Dans The Apocryphal Acts of Andrew. Pp. 127–139. In Bremmer, J. N. (ed.): The Apocryphal Acts of Andrew. (5 ed.) Leuven.
- Radner, K. (2013): Urartu, Assyria’s northern archenemy. In Assyrian empire builders. University College London.
- Rolle, R. (1980): Die Welt der Skythen. Stutenmelker und Pferdebogner: ein antikes Reitervolk in neuer Sicht. Luzern.
- Szabó Pál (2014): Hol is van Szkítia? – egy földrajzi fogalom történeti topográfiai változásairól. Belvedere Meridionale 26 (3): 22–48.
- Скржинская, Μ. В. (2001): Скифия глазами Эллинов. Научно-популярное издание. Издание второе. Санкт-Петербург.